# Merrill G. White
Merrill G. White (* 13. Dezember 1901 in Kalifornien; † 21. März 1959 in Hollywood, Kalifornien) war ein US-amerikanischer Filmeditor.

## Leben
White war im Zeitraum von 1927 bis 1959 an 39 Filmproduktionen als Editor beteiligt. Bei dem Film Roter Staub (1956) war er zudem erstmals auch als Drehbuchautor tätig. Im Jahr darauf war dies ein zweites und letztes Mal bei Ghost Diver der Fall. 
1957 war er für Roter Staub in der Kategorie Bester Schnitt für den Oscar nominiert.

## Filmografie (Auswahl)
- 1930: Der König der Vagabunden (The Vagabond King)
- 1930: Paramount-Parade (Paramount on Parade)
- 1930: Monte Carlo
- 1930: Das kleine Café (Le petit café)
- 1931: Der lächelnde Leutnant (The Smiling Lieutenant)
- 1947: The Red House
- 1947: Tarzan wird gejagt (Tarzan and the Huntress)
- 1948: Tarzan in Gefahr (Tarzan and the Mermaids)
- 1949: Tarzan und das blaue Tal (Tarzan's Magic Fountain)
- 1952: Die Frau mit der eisernen Maske (Lady in the Iron Mask)
- 1953: Robot Monster
- 1954: Rummelplatz der Liebe
- 1956: Roter Staub (The Brave One)
- 1958: Die Fliege (The Fly)